# Ryland Heights, Kentucky
Ryland Heights är en ort i Kenton County i delstaten Kentucky, USA.